# Wald, Sigmaringen
Wald är en kommun (tyska Gemeinde) i Landkreis Sigmaringen i delstaten Baden-Württemberg i Tyskland. Folkmängden uppgår till cirka 2 800 invånare, på en yta av 44 kvadratkilometer. Kommunen består av ortsdelarna (tyska Ortsteile) Wald, Glashütte, Hippetsweiler, Kappel, Reischach, Riedetsweiler, Rothenlachen, Ruhestetten, Sentenhart och Walbertsweiler.
Kommunen ingår i kommunalförbundet Pfullendorf tillsammans med staden Pfullendorf och kommunerna Herdwangen-Schönach och Illmensee.